# Przewodniczący Zgromadzenia Narodowego (Liban)

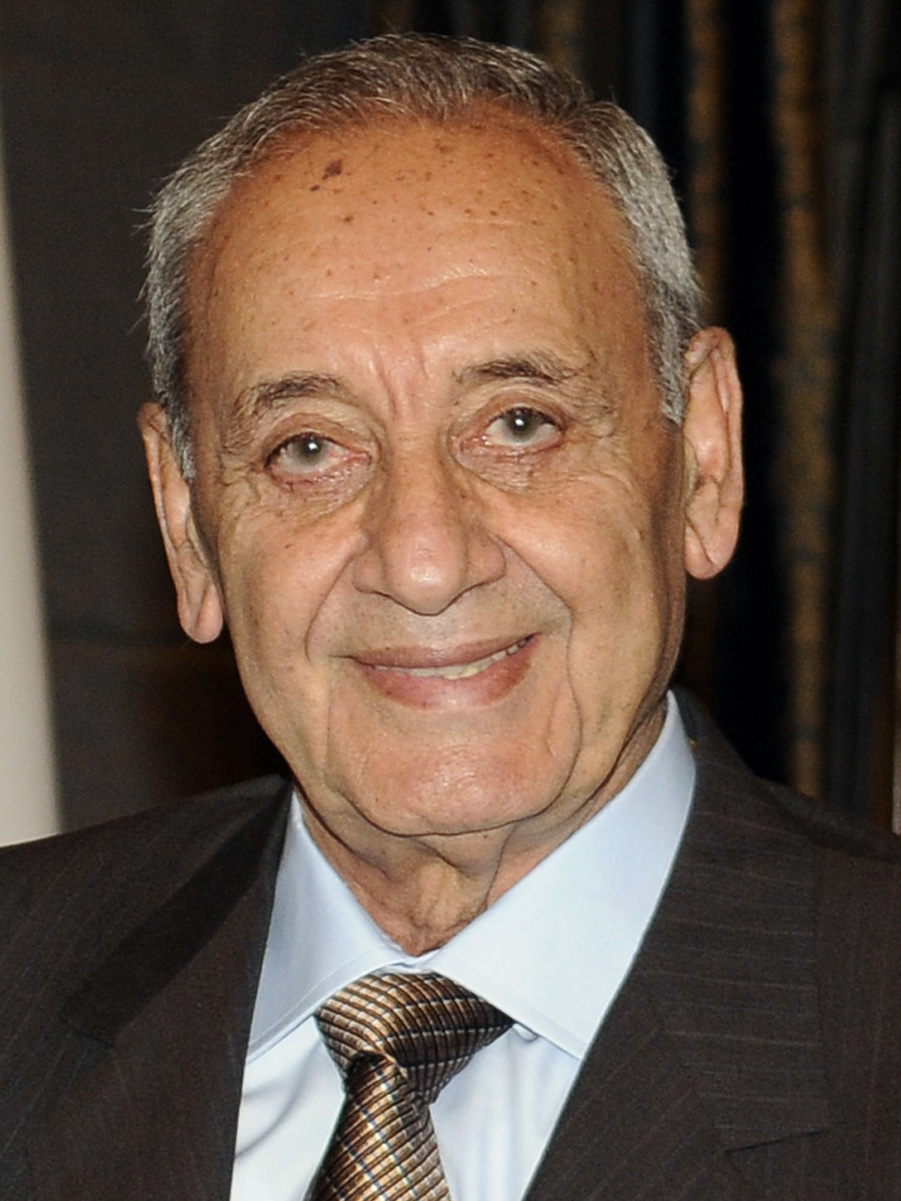
Nabih Berri – przewodniczący od 1992 roku

Zgromadzenie Narodowe – jednoizbowy parlament Libanu. Na jego czele stoi Przewodniczący Zgromadzenia Narodowego.

## Przewodniczący Zgromadzenia Narodowego

### Liban pod mandatem francuskim
- Daoud Amoun: 22 września 1922 – 8 marca 1922
- Habib Assaad: 25 maja 1922 – 15 października 1923
- Naoum Labaki: 15 października 1923 – 29 października 1924
- Émile Eddé: 29 października 1924 – 13 stycznia 1925
- Moussa Namour: 13 lipca 1925 – 18 października 1927
- Mohammed Aljesr: 18 października 1927 – 10 maja 1932
- Charles Dabbas: 30 stycznia 1934 – 31 października 1934
- Petro Trad: 10 listopada 1934 – 21 października 1935
- Chalid Szihab: 22 października 1935 – 5 czerwca 1937
- Petro Trad: 29 października 1937 – 21 września 1939

### Republika Libanu
- Sabri Hmede: 21 września 1943 – 22 października 1946
- Habib Abu Szahla: 22 października 1946 – 7 kwietnia 1947
- Sabri Hmede: 9 czerwca 1947 – 20 marca 1951
- Ahmed Alassad: 5 czerwca 1951 – 30 maja 1953
- Adel Osseiran: 13 sierpnia 1953 – 15 października 1959
- Sabri Hmede: 20 października 1959 – 8 maja 1964
- Kamel al-Asaad: 8 maja 1964 – 20 października 1964
- Sabri Hmede: 20 października 1964 – 9 maja 1968
- Kamel al-Asaad: 9 maja 1968 – 22 października 1968
- Sabri Hmede: 22 października 1968 – 20 października 1970
- Kamel al-Asaad: 20 października 1970 – 16 października 1984
- Hussein el-Husseini: 16 października 1984 – 20 października 1992
- Nabih Berri: 20 października 1992 – obecnie